# Musik der Renaissance
Unter Musik der Renaissance, auch genannt Renaissancemusik, versteht man die europäische Musik der beginnenden Neuzeit, also des Zeitraums des 15. und 16. Jahrhunderts. Über die genaue Epochenabgrenzung, ebenso wie über musikalische Merkmale der Renaissancemusik, besteht in der Forschung kein Konsens.

## Franko-flämische Polyphonie
Etwa zweihundert Jahre lang hatten Komponisten aus dem Nordwesten Europas führenden Einfluss auf die Entwicklung der polyphonen Musik, ihrem Herkunftsbereich entsprechend spricht man von franko-flämischer Musik. Der erste Hauptvertreter, Guillaume Dufay schuf eine beispielgebende Synthese aus französischen, italienischen und englischen Einflüssen. Der Messzyklus wurde zur zentralen Gattung, zuvor waren Einzelsätze oder Gloria/Credo-Paare die Regel. Meist verwendet die zweitunterste Stimme eine bereits vorhandene geistliche oder weltliche Melodie als Cantus firmus, typisch ist der Wechsel von vollstimmigen und 2-3-stimmigen Passagen, die der Textverdeutlichung dienen können. Wie bereits in der berühmten Messe des 14. Jahrhunderts von Guillaume de Machaut kann die Isorhythmik der Ars-nova-Motette in Messsätzen Anwendung finden. Der Vereinheitlichung dient die Strategie, in allen Ordinariumssätzen die ersten Takte als "Motto" gleich oder sehr ähnlich zu gestalten.
Derselben Generation entstammt Gilles Binchois, der als wichtigster Vertreter des burgundischen Chansons gilt. Der Stil ist zurückhaltend, nobel und verzichtet auf Textausdeutung. Sopran und Tenor spannen einen korrekten zweistimmigen Satz auf, dem der Contratenor als klangliche Ergänzung beigefügt ist. Die Zeilen sind ähnlich aufgebaut und führen in einen melismatischem Schluss.
In der nächsten Generation führt Johannes Ockeghem die kontrapunktischen Künste auf eine Spitze, indem er eine Missa cuiusvis toni komponiert, die ohne Schlüssel notiert ist und in verschiedenen Kirchentonarten funktioniert, wobei der Charakter sich stark ändert, oder in der Missa prolationum eine Reihe zweistimmiger Kanons im oberen und unteren Stimmenpaar schreibt, die mit gleichen Noten aber unterschiedlichen Schlüsseln zu lesen sind und in Folge einen Kanon in der Prim, Sekund, Terz etc. hervorbringen, wobei zudem ein 2er- von einem 3er-Takt überlagert wird, sodass die Stimmen auseinanderfallen, aber trotz allem den kontrapunktischen Regeln des Zusammenklangs Folge leisten.
In der dritten Generation wird um 1500 das Ideal der varietas durch eines größerer Klarheit und Nachvollziehbarkeit ersetzt. In Motetten wird oft jede Textzeile eröffnet mit einem Motiv, das durch alle Stimmen wandert (Durchimitation). Der prominenteste Vertreter, Josquin Desprez setzt einer Praxis, bei der Kompositionen mit beliebigem Text unterlegt werden könnten, ein Eingehen der Musik auf Inhalt und Emotion des vertonten Texts entgegen.
In der zweiten Hälfte des 16. Jahrhunderts gibt es einerseits vermehrt chromatische Wendungen zu einer Art musikalischem Manierismus, wie bereits in Prophetiae Sibyllarum, einem frühen Werk Orlando di Lassos. Andererseits leitet die Dominanz von Quart- und Quintschritten im Bassfundament zur Tonalität des folgenden Generalbasszeitalters im 17. Jahrhundert über, jener Zeit, in der Jan Pieterszoon Sweelinck als letzter Großmeister der franko-flämischen Polyphonie zum Vorbild norddeutscher Orgelmusik wurde.

## Merkmale und Formen
Hohe Spaltklänge, also nicht vermischte Klänge, der Musik des Mittelalters werden durch Vollklänge ersetzt. Die Quinten- und Quartenharmonik weicht Terzen und Sexten. Die Entwicklung der Dreiklangsharmonie bereitet sich vor, indem statt der vormals üblichen aufeinander folgenden Stimmeinsätze die Zeilen jetzt gemeinsam begonnen wurden. Komplizierte Formen der Isorhythmie werden vereinfacht. Zahlenmystik und niederländische Kanons in der Franko-flämischen Musik sind Nachwirkungen der spätgotischen Zeit.
Das System der Kirchentonarten wird um Äolisch und Ionisch erweitert, wodurch die Dur-Moll-Tonalität vorbereitet wird.
Die musikalische Satztechnik des Fauxbourdon ist ein weiteres Kennzeichen für die frühe Renaissancemusik. Sie sicherte die Verständlichkeit der Texte und war leicht nachvollziehbar.
Der subjektive Ausdruck einer Komposition erhielt wesentlich größeren Spielraum als im Mittelalter. In einzelnen Kompositionen breitet sich eine Tonsymbolik aus, die nur kundige Hörer wahrnehmen können.
In Venedig entstand das Prinzip der Venezianischen Mehrchörigkeit, bei der durch unterschiedliche Aufstellung, Größe und Besetzung mehrerer Gruppen von Sängern und Instrumentalisten Kontrastwirkungen erzielt werden sollten. Als bedeutender Vertreter dieses Stils gilt zum Beispiel Giovanni Gabrieli.
In der zweiten Hälfte des 16. Jahrhunderts wurde in der Florentiner Camerata die Monodie entwickelt; die Folge war ein europaweites Umschwenken in Richtung einer Musik, die erstmals menschliche Affekte, in musikalische Figuren gekleidet, als zentralen Inhalt hatte.
In der Epoche der Renaissance ist die Einteilung der Stimmen in Sopran, Alt, Tenor und Bass abgeschlossen. Mit der zugefügten Bassstimme im Chorsatz wandelte sich das Klangideal, und der vierstimmige Chorsatz wurde Standard.

## Vokalmusik

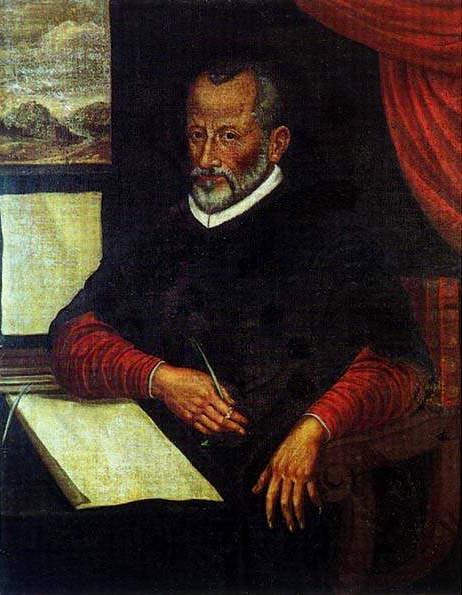
Giovanni Pierluigi da Palestrina

In der Renaissancevokalmusik kommen sowohl polyphone als auch homophone Werke vor.
Deutschsprachige Vertreter der Mehrstimmigkeit waren Ludwig Senfl und Hans Leo Haßler; große Bekanntheit erreichte Orlando di Lasso. Um diese Zeit entwickelte sich auch das Madrigal, die bedeutendste Form der weltlichen Musik in der Renaissance. Eine typisch deutsche Entwicklung ist das Tenorlied, bei der die (oft einem Volkslied entlehnte) Melodie als Cantus firmus im Tenor liegt und von den anderen Stimmen kunstvoll (als musikalisch Worte symbolisierender „Madrigalismus“) umspielt wird.
Seit Mitte des 16. Jahrhunderts gab es in Italien verschiedene musikalische Zentren, die in Form von teilweise lange bestehenden Künstlerkreisen oder „Schulen“ wirkten, wie die Römische Schule um Giovanni Pierluigi da Palestrina, die mit Klangfarben und Raumwirkungen experimentierende Venezianische Schule und die Florentiner Camerata.

## Instrumentalmusik
Im Mittelpunkt der Renaissancemusik steht die mehrstimmige (polyphone) Vokalmusik; die Instrumentalmusik wird mit Conrad Paumanns Fundamentum organisandi von 1452 eingeleitet.

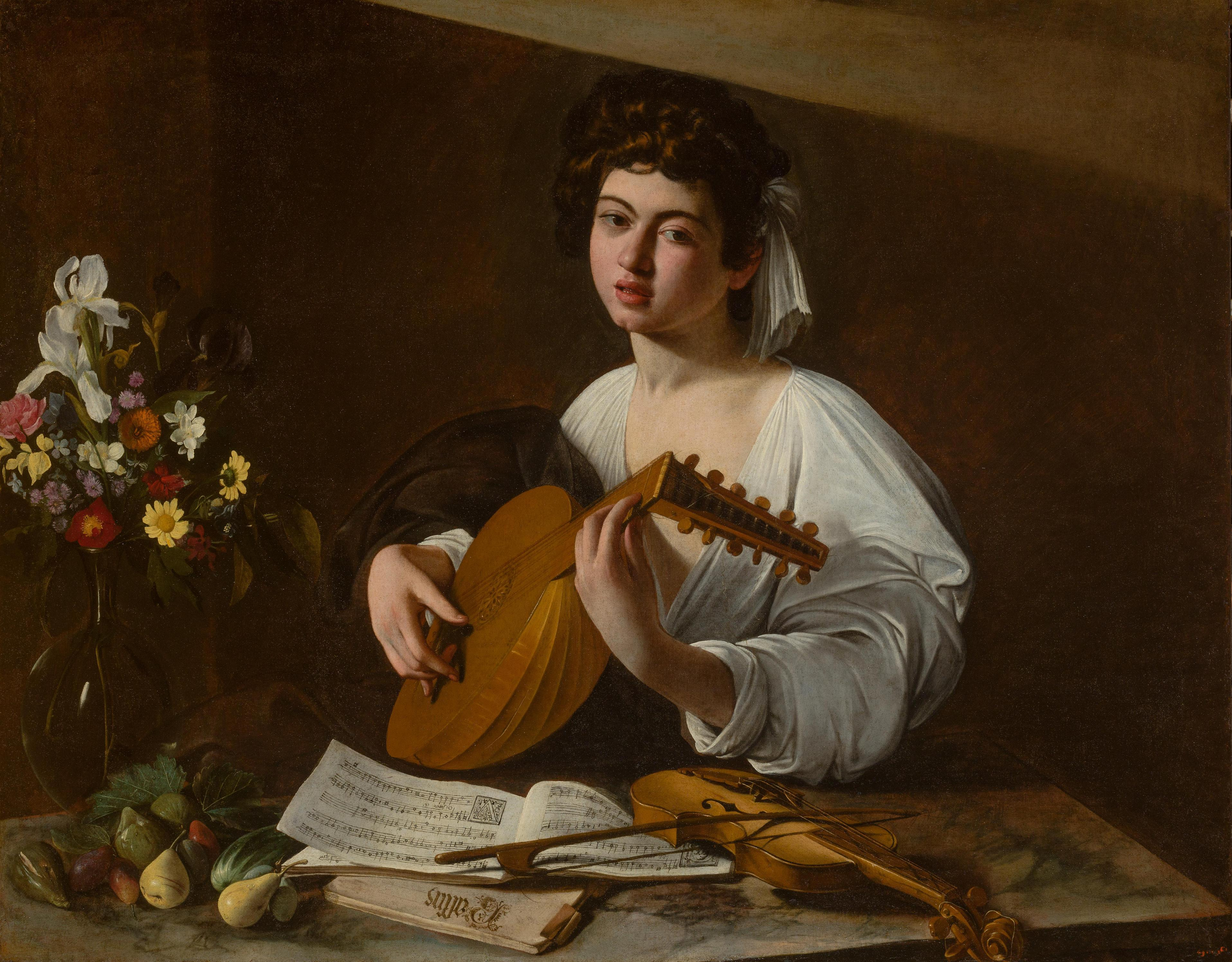
Der Lautenspieler von Caravaggio, um 1595

In der Kirchenmusik begann die Orgel Fuß zu fassen. Orgelbücher mit Noten sowie Lehrbücher entstanden. Eine spezifische Orgelnotation, Tabulatur genannt, entwickelte sich in verschiedenen Ländern mit spezifischen regionalen Unterschieden. Die alte und die neue deutsche Orgeltabulatur, spanische, italienische, englische und französische Tabulaturformen entstanden. Die Vorherrschaft übernimmt im 16. Jahrhundert Italien. Am Markusdom in Venedig wurden neue Formen der Orgelmusik eingeführt und von dort aus verbreitet: Toccata, Präludium und Präambulum, Ricercar als Vorläufer der späteren Fuge, Fantasie und Canzona gingen in das Repertoire der Orgelspieler ein.
Das gebräuchlichste Hausinstrument der Zeit ist die Laute, für die ebenfalls eine eigene Griffschrift (Tabulatur) entwickelt wurde. Solistische Gesänge und Ensemblestücke wurden mit ihr begleitet, ebenso konnten Vokalwerke für Laute umgeschrieben werden.
In die Zeit der Renaissance fällt auch die erste große Instrumentenentwicklungswelle in Europa. Neben der Weiterentwicklung des mittelalterlichen Instrumentariums erscheinen viele neue Instrumente erstmals in dieser Zeit. Insbesondere Holzblas-, Blechblas- und Streichinstrumente werden nun in Anlehnung an mehrstimmige Vokalensembles in gestaffelten Stimmlagen gebaut, also als Familien mit drei oder mehr verschieden gestimmten Instrumenten. Ende des 16. Jahrhunderts stehen folgende Instrumente, die in mehreren Stimmlagen gebaut werden und zum Ensemblespiel geeignet sind, zur Verfügung:
- Holzblasinstrumente
  - Schalmei
  - Pommer
  - Rauschpfeife
  - Dulzian
  - Krummhorn
  - Cornamuse
  - Kortholt
  - Sordun
  - Rankett
  - Blockflöte
  - Querflöte
  - Gemshorn
- Blechblasinstrumente
  - Posaune
  - Zink
- Streichinstrumente
  - Viola da gamba
  - Viola da braccio
  - Rebec

- Zupfinstrumente
  - Harfe
  - Laute
  - Gitarre
  - Psalterium

Die Instrumentalensembles werden entsprechend den Anforderungen des Stückes und der Anzahl verfügbarer Musiker zusammengestellt. Die Instrumentierung ist dabei meist nicht festgelegt. Sowohl homogene, aus nur einer Instrumentenfamilie bestehende Besetzungen als auch gemischte Besetzungen kommen vor. In gemischten Besetzungen treten auch nicht in Familien gebaute Instrumente wie Sackpfeife, Schlüsselfidel, Drehleier, Laute, Harfe, Psalterium oder Regal auf. Der Gebrauch von Schlagwerk ist häufig.  Daneben gibt es Musik für Naturtrompeten und Pauken, die auf den Tonvorrat dieser Instrumente abgestimmt ist.
Bestimmend für die Renaissance ist auch die Erfindung des Notendrucks durch Ottaviano dei Petrucci.
Tanzbücher (Sammlungen von Tanzstücken und tanzartigen Liedern) von Pierre Attaingnant, Jacques Moderne, Pierre Phalèse und Tielman Susato (vgl. auch Terpsichore (Praetorius)) entstehen ebenso wie Schriften über Musiktheorie und Beschreibungen der diversen Instrumente.
Auch wenn die meisten der Renaissanceinstrumente im Laufe des 17. Jahrhunderts verschwinden oder ersetzt werden, können einige (z. B. Dulzian und Viola da braccio) als direkte Vorläufer von noch heute üblichen Instrumenten angesehen werden.

## Nachwirkungen
Die Renaissance wurde durch die Epoche des Barock abgelöst, die von Italien um 1600 ausgeht (siehe Barockmusik). Der Stilwandel äußert sich am augenfälligsten in der Einführung von Generalbass und Monodie, aus der sich orchestral begleitete Formen wie Rezitativ und Arie und deren größere Zusammensetzungen wie Oper, Oratorium und Kantate entwickelten. Wegweisend für diese Entwicklungen sind die Neuerungen der Florentiner Camerata. Trotzdem werden grundlegende in der Renaissance entstandene musikalische Konzepte auch in nachfolgenden Epochen verwendet, etwa die Mehrchörigkeit. Letzte Nachklänge einer wirklich renaissancemäßigen Haltung sind auch in den Fantasien für Gambenconsort von Henry Purcell zu finden.

## Musikhistorische Kritik
Hugo Riemann lehnte den Renaissancebegriff als Epochenbegriff ab und nutzt stattdessen einen Stilbegriff, nämlich „Musik des durchimitierenden a cappella-Stils“. Der innere Zusammenhang zwischen den Künsten sei nicht so ausgeprägt, dass ein Epochenbegriff, der vor allem durch Innovationen in bildender Kunst und Architektur gekennzeichnet sei, umstandslos auf die Geschichte der Musik angewendet werden könne. Dementsprechend nannte er die barocke Musik die „Musik des Generalbasszeitalters“. Auch Ludwig Finscher verwendet in seinem Handbuch der Musikgeschichte von 1989 den Begriff der Renaissancemusik nicht und spricht stattdessen von der „Musik des 15. und 16. Jahrhunderts“. Zu einem anderen Ergebnis kommt Laurenz Lütteken in seinem Werk Musik der Renaissance; er begreift die Musik und das Musizieren in diesem Zeitalter als substanziellen Bestandteil der Renaissance und fügt sie in eine umfassende Kulturgeschichte ein.